# Novaj
Novaj es un pueblo ubicado en el distrito de Eger, en el condado de Heves, Hungría.

## Superficie
Posee una superficie de 18,52 kilómetros cuadrados.

## Demografía
Hasta 2019 la población era de 1287 habitantes, con una densidad de población de 69,49 habitantes por kilómetro cuadrado.